# トリンコマリー空港
トリンコマリー空港（英語: Trincomalee Airport）は、スリランカ東部州トリンコマリー県に位置する国内線空港である。州都トリンコマリーから南西約7kmのチャイナ・ベイ湾岸に立地しており、チャイナ・ベイ空港（タミル語: சீனக்குடா விமான நிலையம்、シンハラ語: චීන වරාය ගුවන්තොටුපළ、英語: China Bay Airport）としても知られる。軍民共用空港であり、スリランカ空軍のチャイナ・ベイ空軍基地 (SLAF China Bay) が置かれている。

## 歴史
この空港はイギリス統治時代の1920年代にチャイナ・ベイに建設された空軍基地（軍用飛行場）をその起源とする。1942年3月にハリケーンやスピットファイア、カタリナといった機種により構成されたイギリス空軍の部隊が配備されるなど、第二次世界大戦中から直後にかけて、多くのイギリス空軍の飛行隊（第17, 159, 205, 240, 258, 261, 273, 321, 357, 648飛行隊）や部隊がこの基地に駐屯した。 基地は1942年4月9日に日本軍による爆撃を受けたものの、連合軍が優勢になってからはマラヤ奪還のためのB29爆撃機の拠点として用いられた。
セイロン（後のスリランカ）の独立後も、イギリス軍は引き続きカトゥナーヤカの空軍基地ならびにトリンコマリーの海軍基地、Diyatalawaの駐屯地を保持しており、この海軍基地にはチャイナ・ベイの空軍基地も含まれていた。この空軍基地が民間の航空機に解放されるのは1952年のことである。 これらのイギリス軍基地は、1957年11月にセイロン政府に返還された。 基地はイギリス空軍のチャイナ・ベイ空軍基地 (RAF China Bay) からセイロン空軍の基地 (RCyAF China Bay) となり、さらに1972年の国名改称によりスリランカ空軍の基地 (SLAF China Bay) となった。さらに1976年3月には空軍士官学校が設置されている。

## 就航路線
旅客便
| 航空会社       | 就航地                                                  |
| -------------- | ------------------------------------------------------- |
| シナモン・エア | バンダラナイケ国際空港、シーギリヤ空港                  |
| フィッツ・エア | チャーター便 : ラトゥマラナ空港                         |
| ヘリツアーズ   | ラトゥマラナ空港                                        |
| Simplifly      | チャーター便： バンダラナイケ国際空港、ラトゥマラナ空港 |

貨物便
| 航空会社         | 就航地           |
| ---------------- | ---------------- |
| ランカン・カーゴ | ラトゥマラナ空港 |

## 飛行隊
- No.01 Flying Training Wing
- No.06 Air Defence Radar Squadron

## 空軍士官学校
チャイナ・ベイ空軍基地にはスリランカ空軍士官学校 (Sri Lanka Air Force Academy) が置かれている。1976年に創設されたこの士官学校では、スリランカ空軍の初級士官訓練が実施されている。2013年現在は、以下の3つの訓練機関が設けられている。
- Combat Training School
- Junior Command & Staff College
- Non-Commissioned Officers Management School